# Hermandad de la Paz (Sevilla)
La Hermandad de la Paz es una cofradía católica ubicada en la ciudad de Sevilla, Andalucía, España. Es la primera hermandad que comienza su estación de penitencia el Domingo de Ramos, en la Semana Santa de Sevilla.
Su nombre completo es Real y Fervorosa Hermandad Sacramental del Señor San Sebastián y Nuestra Señora del Prado y Cofradía de Nazarenos de Nuestro Padre Jesús de la Victoria y María Santísima de la Paz.
La Virgen de la Paz fue coronada canónicamente el 1 de octubre de 2016.

## Historia
En 1939, terminada la Guerra Civil, los militares del Parque Farmacéutico del Ejército, que tenía su sede en el antiguo pabellón de la Compañía Telefónica de la Exposición de 1929, en el parque de María Luisa, fundaron una hermandad. Esta tendría su sede en la iglesia de San Sebastián, en el barrio del Porvenir, donde hasta entonces no había ninguna cofradía constituida. Los titulares fueron Jesús de la Victoria y la Virgen de la Paz. Procesionó por primera vez el Domingo de Ramos de 1940. En su recorrido la procesión pasa por el parque de María Luisa.
En 2014 esta hermandad celebró su 75 aniversario fundacional, con un extenso programa de actos entre los que se encontraban un Vía Crucis extraordinario de la imagen cristífera por el cercano parque de María Luisa y una salida procesional de la Virgen en el mes de septiembre. En los últimos años ha sido, por estadística, la hermandad más vista del Domingo de Ramos , gozando de gran popularidad en la jornada.
El 21 de septiembre de 2016 la hermandad recibió la Medalla de la Ciudad en la parroquia de San Sebastián.
El lema de la hermandad es "El fruto de la victoria de Cristo es la paz", en referencia a la victoria alegórica de Cristo sobre lo terrenal.

## Jesús de la Victoria

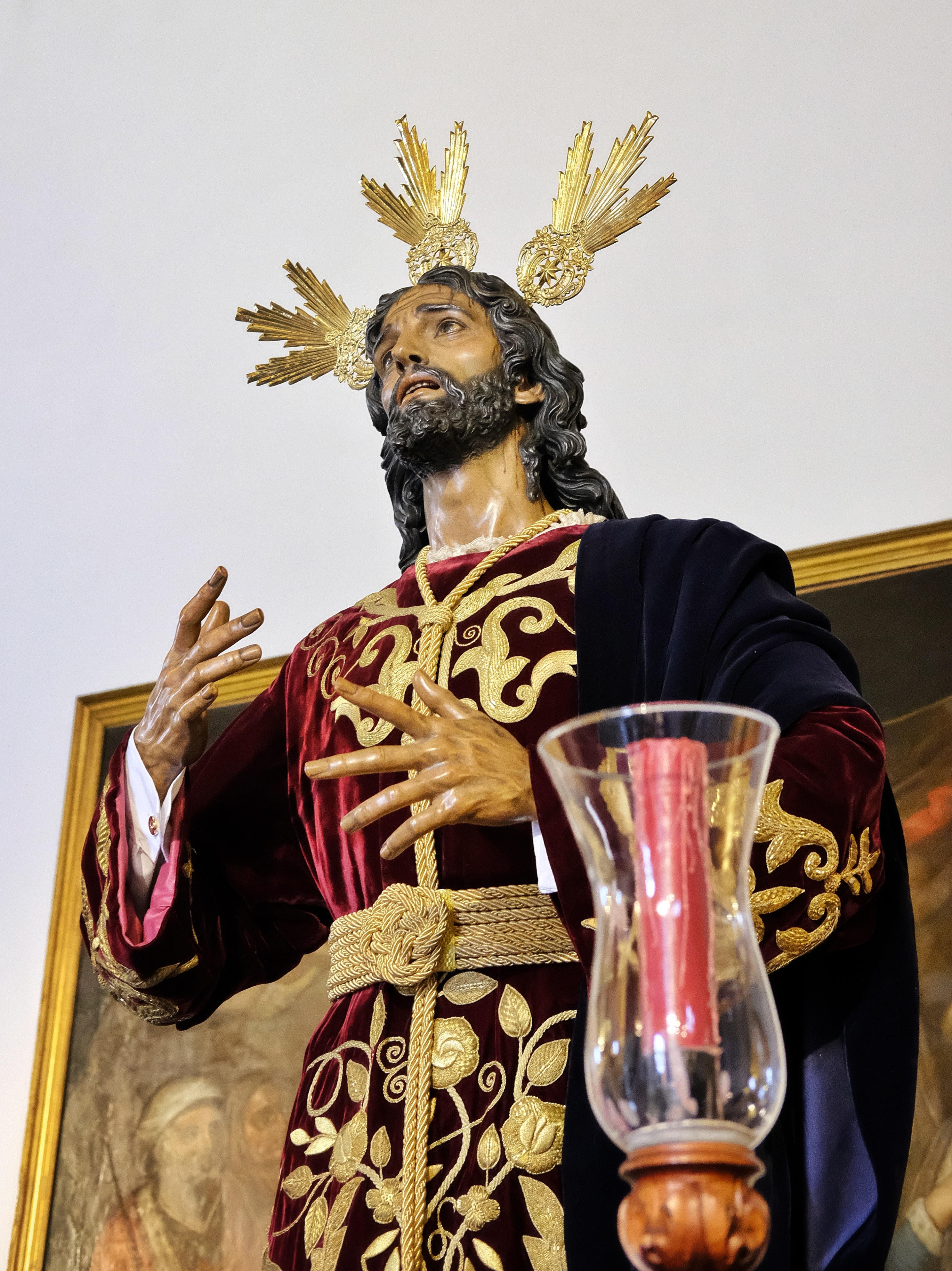

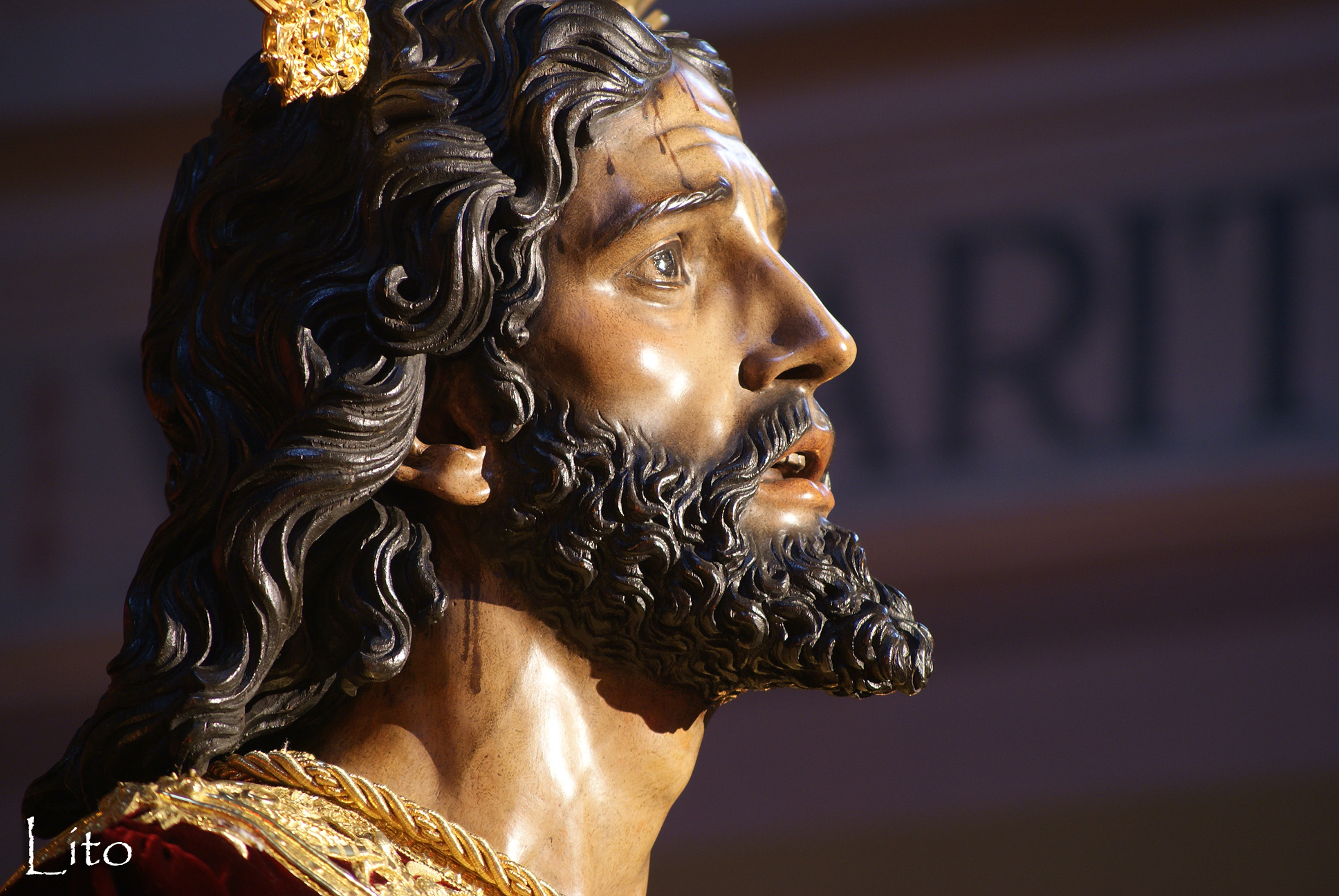
Jesús de la Victoria.

Antes de encargar la escultura de un Jesús propio, la hermandad inició las gestiones para que su titular fuese la talla de Jesús de la Misericordia que estaba en la parroquia de San Vicente. Esta figura es obra de Felipe de Ribas y presenta a Jesús portando la cruz. Al final el proyecto no llegó a realizarse y en la actualidad, esa figura es titular de la Hermandad de las Siete Palabras.
La talla de Jesús de la Victoria fue realizada por el escultor Antonio Illanes Rodríguez en 1940. Las otras figuras del paso son obra de ese mismo autor fechadas en 1943 y 1944.. Fue bendecido el 10 de marzo de 1940, sólo una semana antes de su primera salida procesional. El paso de misterio representa el momento en que dos sayones cargan con la cruz a Jesús.
En 1989 todas las esculturas del paso, menos el Señor, fueron restauradas por Elías García Rodríguez. En 2002 la imagen del Señor de la Victoria fue restaurada por el escultor Juan Manuel Miñarro López.
La canastilla del paso es obra del tallista José Martínez.

## Virgen de la Paz

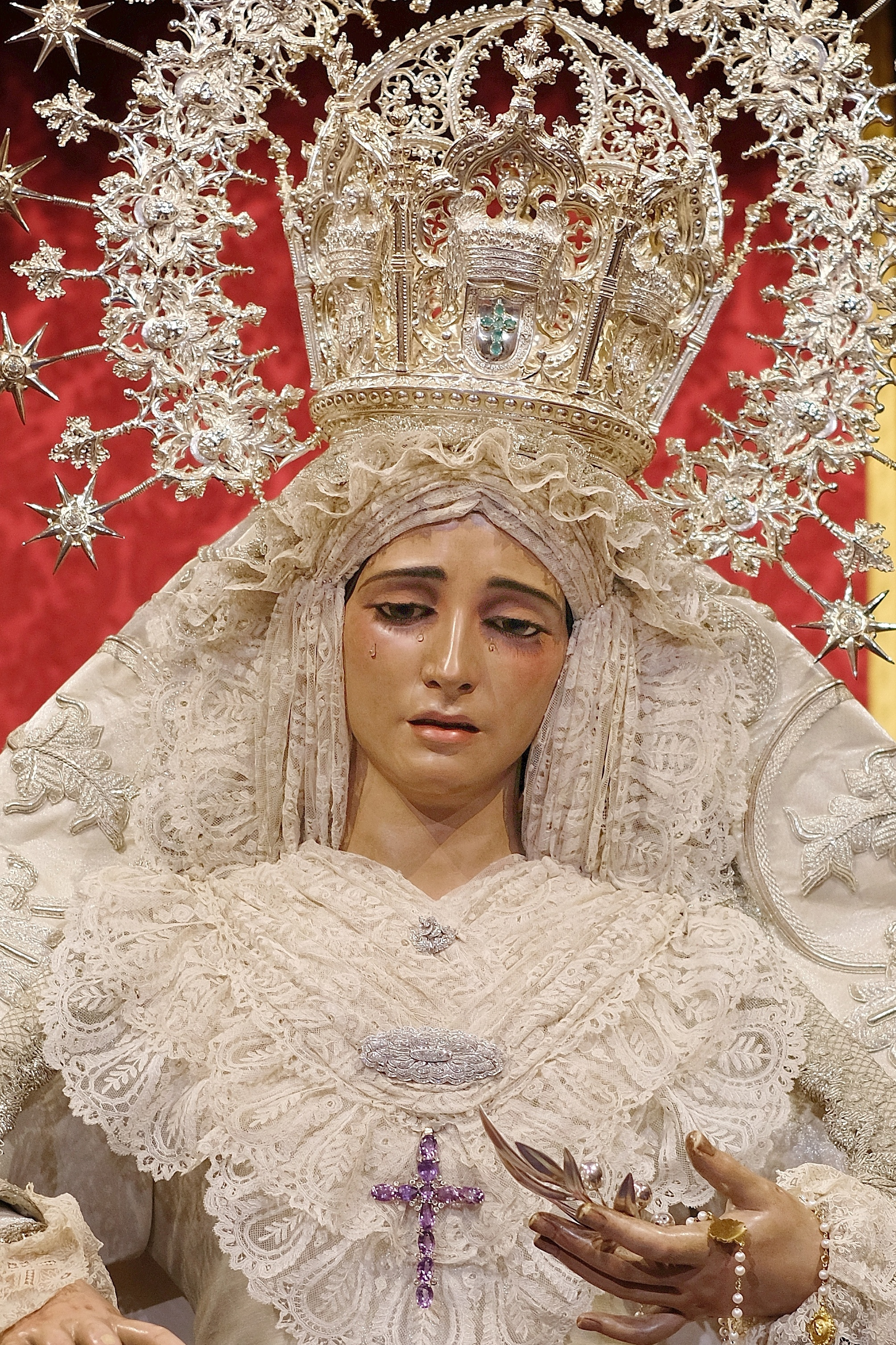

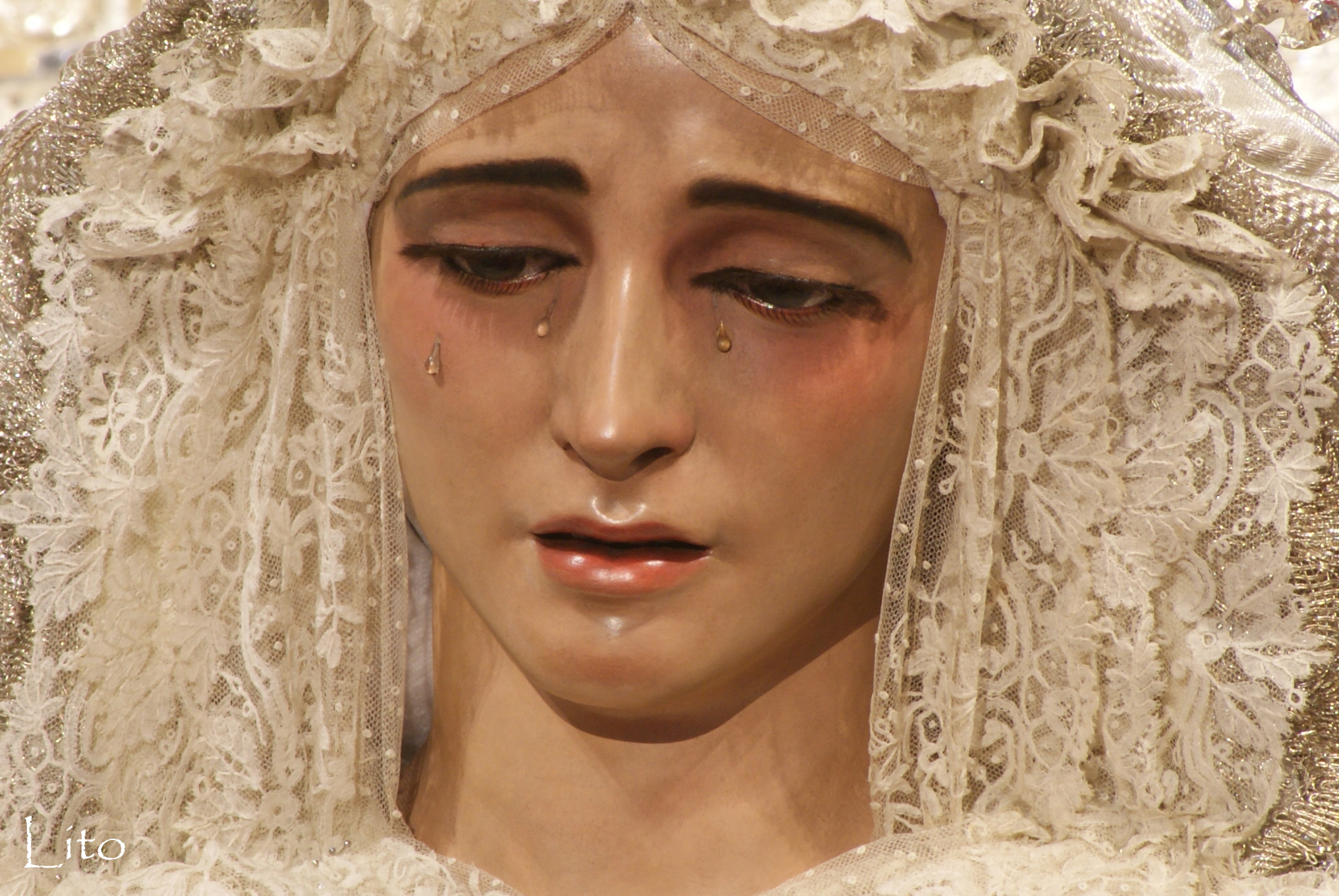
Virgen de la Paz.

La Virgen fue adquirida a Illanes, que la había esculpido anteriormente en el año 1937 y la tenía en un local de la calle Rioja , debido a una exposición. Fue bendecida el 29 de mayo de 1939.
La orfebrería de plata del paso de palio fue realizada por Juan Fernández e Hijos. Los varales son de estilo neogótico y tienen relieves de escudos y de las patronas de los distintos cuerpos militares. La Virgen lleva en su mano izquierda una ramita de olivo, como símbolo de la paz. Sebastián Santos Rojas la restauró en 1960, sin embargo, tras un incendio accidental, la Virgen fue restaurada de nuevo en 1979 por el catedrático Francisco Arquillo.
Se elaboró una corona de plata en 1942 diseñada por Juan Castilla Romero y repujada por Juan Fernández. En 1974 fue restaurada en el taller de Villarreal y en 2007 lo fue en el taller Orfebrería Andaluza. En 2016 los hermanos Delgado López actuaron sobre la corona devolviéndole algunos de sus detalles originales añadiéndole además un diamante y nueve esmeraldas. La Virgen de la Paz fue coronada canónicamente el 1 de octubre de 2016 en la catedral.

## Virgen del Prado
Además del Señor de la Victoria y de la Virgen de la Paz, que procesionan en Semana Santa, la hermandad rinde culto a la Virgen del Prado, del siglo XVI, que ocasionalmente procesiona en mayo, y al Señor San Sebastián, que es una talla del santo de origen desconocido.
La Virgen del Prado es una titular de gloria de la hermandad. Fue realizada entre 1577 y 1578. Es de autor anónimo, aunque pudiera ser de Jerónimo Hernández.

## Túnicas
Las túnicas de los nazarenos son blancas, igual que la capa y el antifaz, con botonadura y cíngulos rojos en el paso de misterio y azules en el de la Virgen , en la capa , en la parte izquierda llevan el escudo de la hermandad .

## Cirios
Los cirios que portan los nazarenos de los cortejos son blancos salvo en el último tramo del paso de misterio que son de color rojo y el último tramo de la Virgen que son de color azul.

## Acompañamiento musical
- Cruz de guía: Agrupación Musical Santa María de la Esperanza (Proyecto fratérnitas). Esta agrupación suele tener la oportunidad de acompañar al Señor en alguna parte del recorrido.
- Paso de misterio: Agrupación Musical Ntra. Sra. de la Encarnación.
- Paso de Virgen: Banda de Música de La Puebla del Río.

## Galería de fotografías

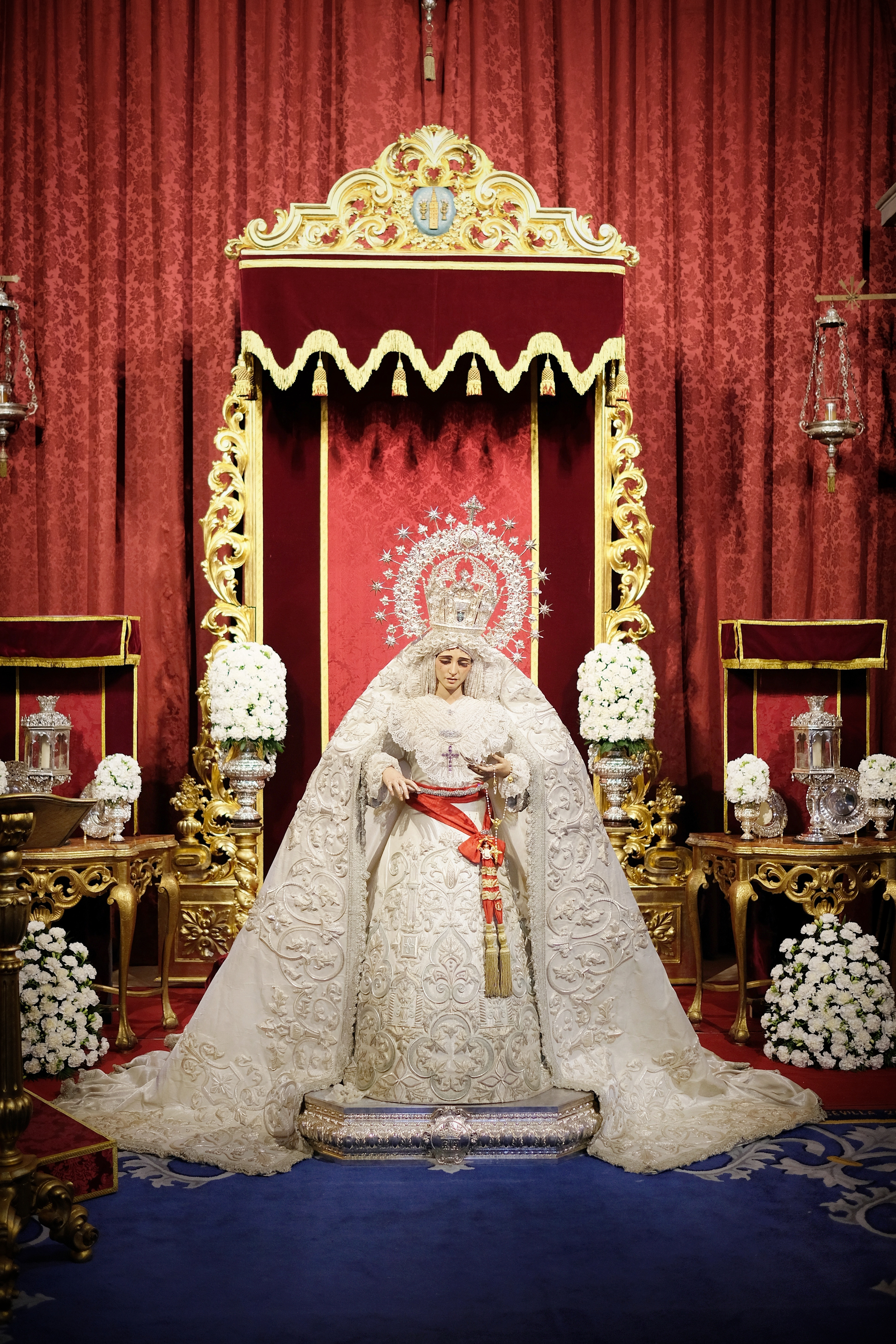
Altar besamanos La Paz
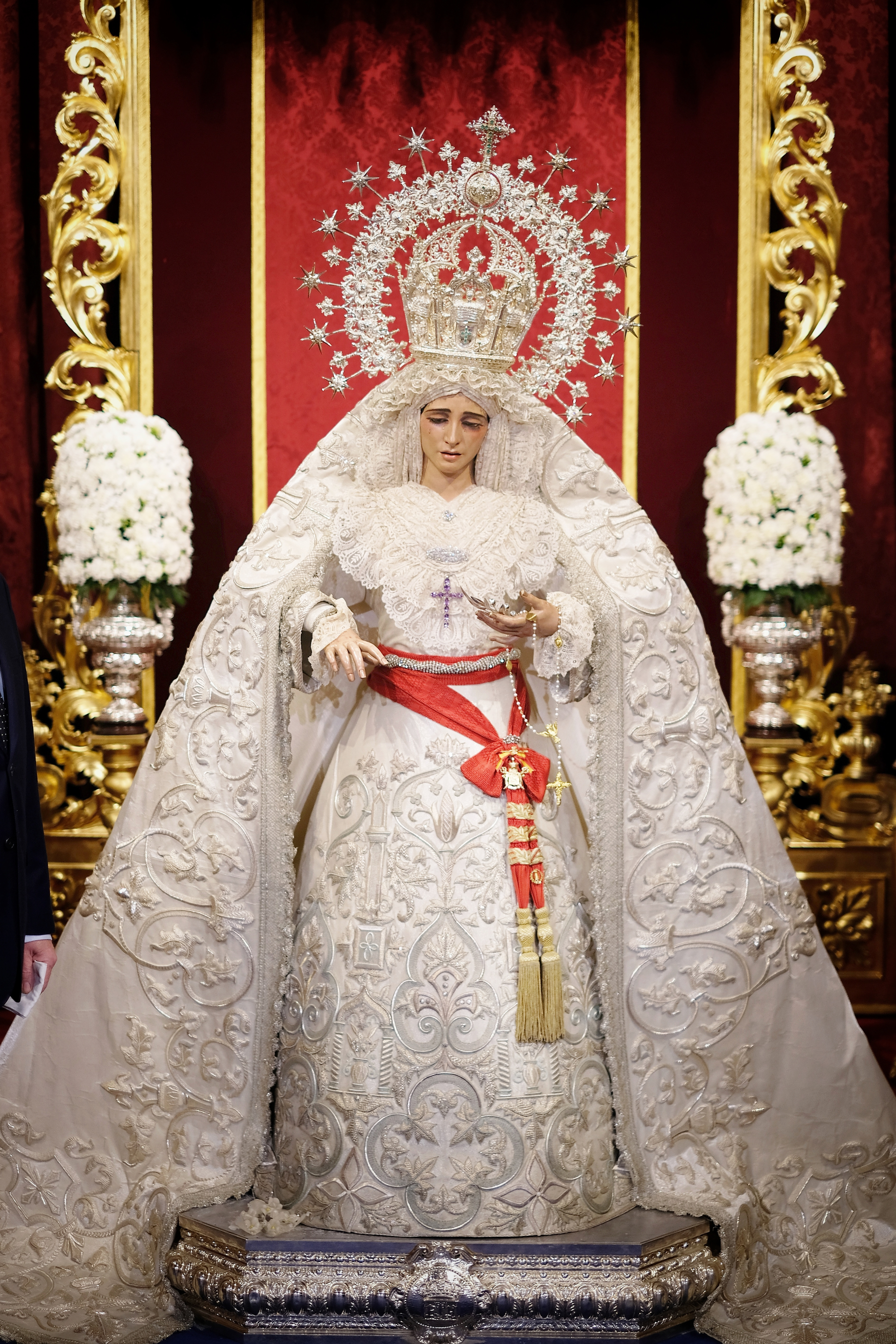
La Paz en Besamanos
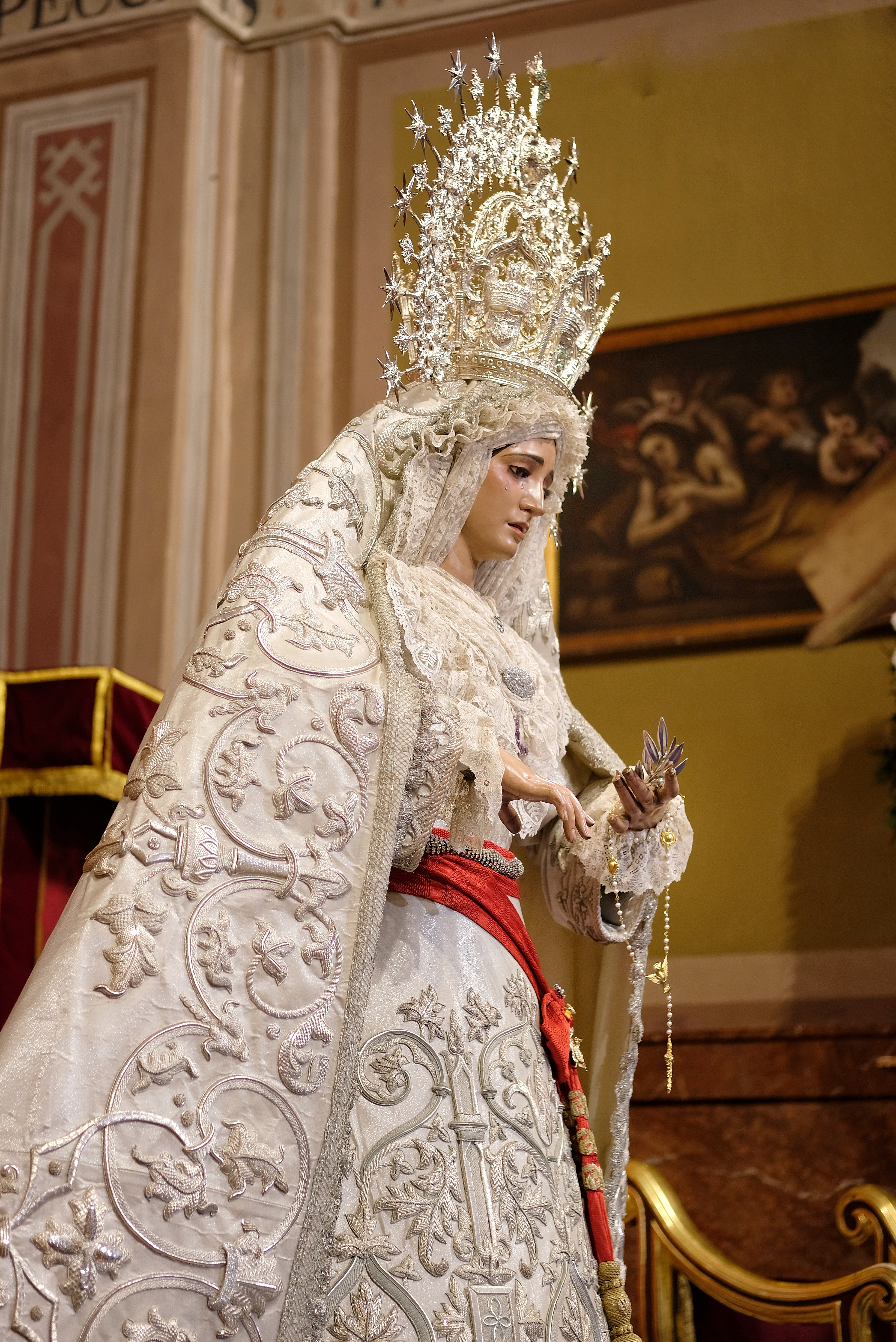
Perfil La Paz
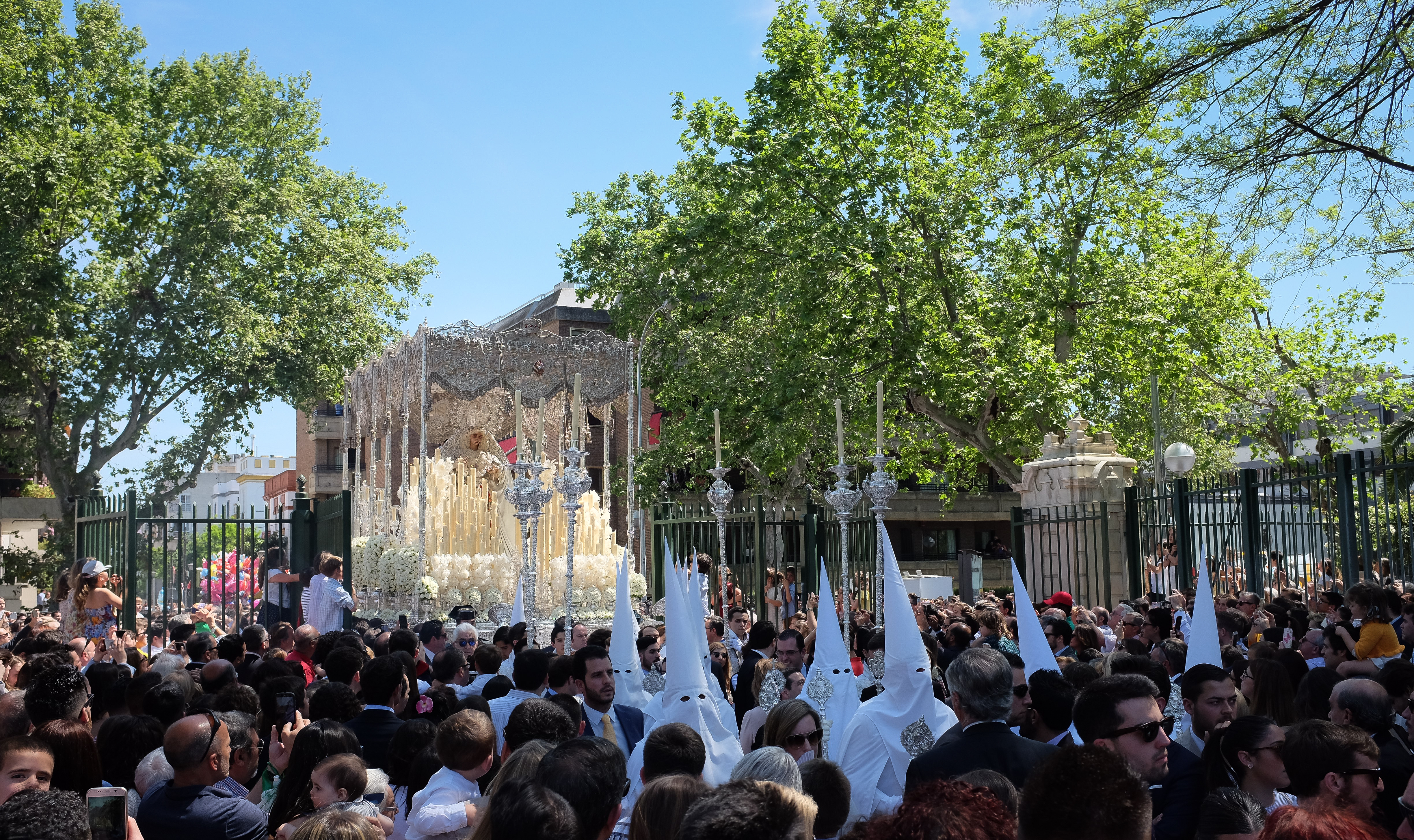
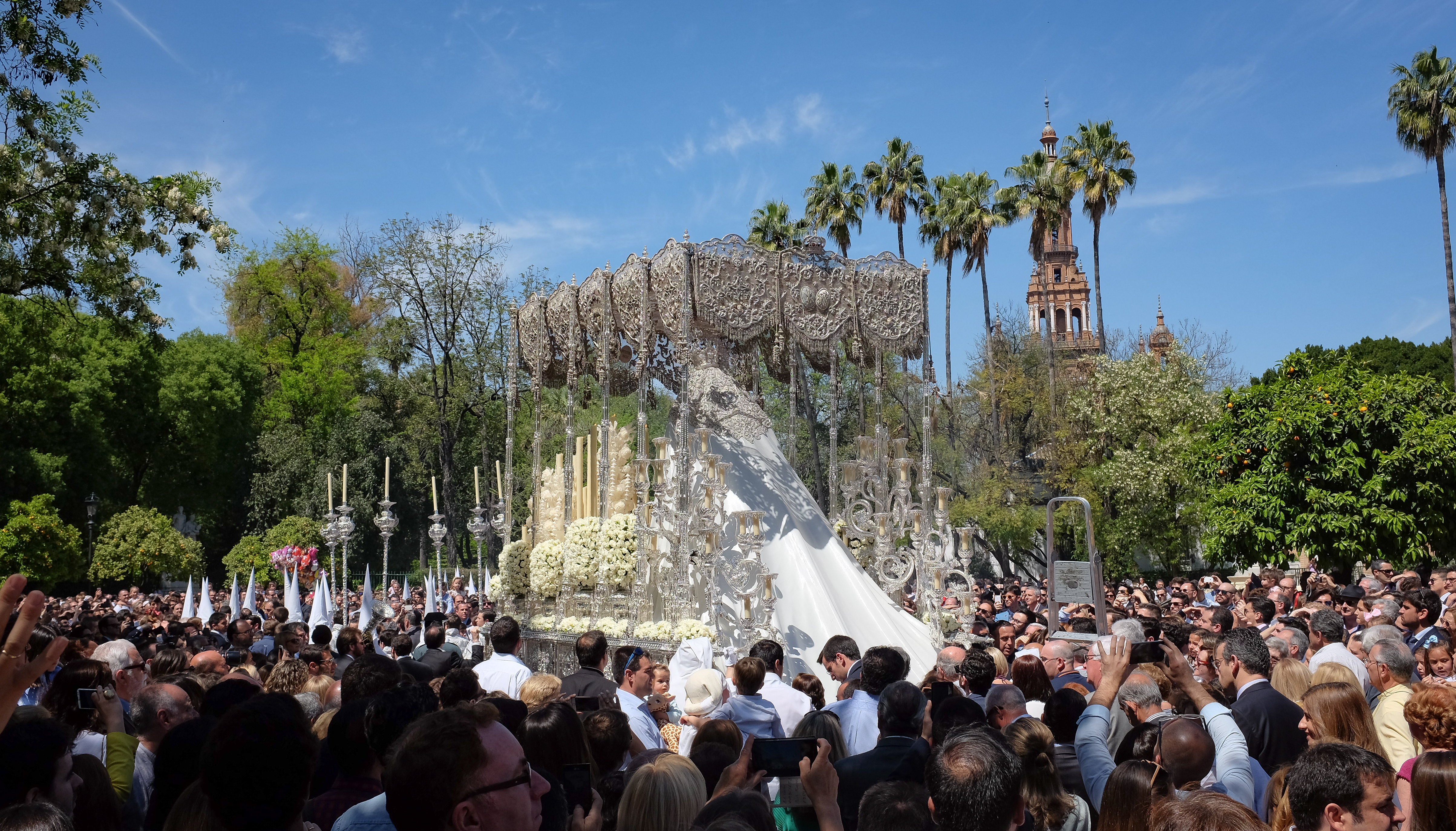
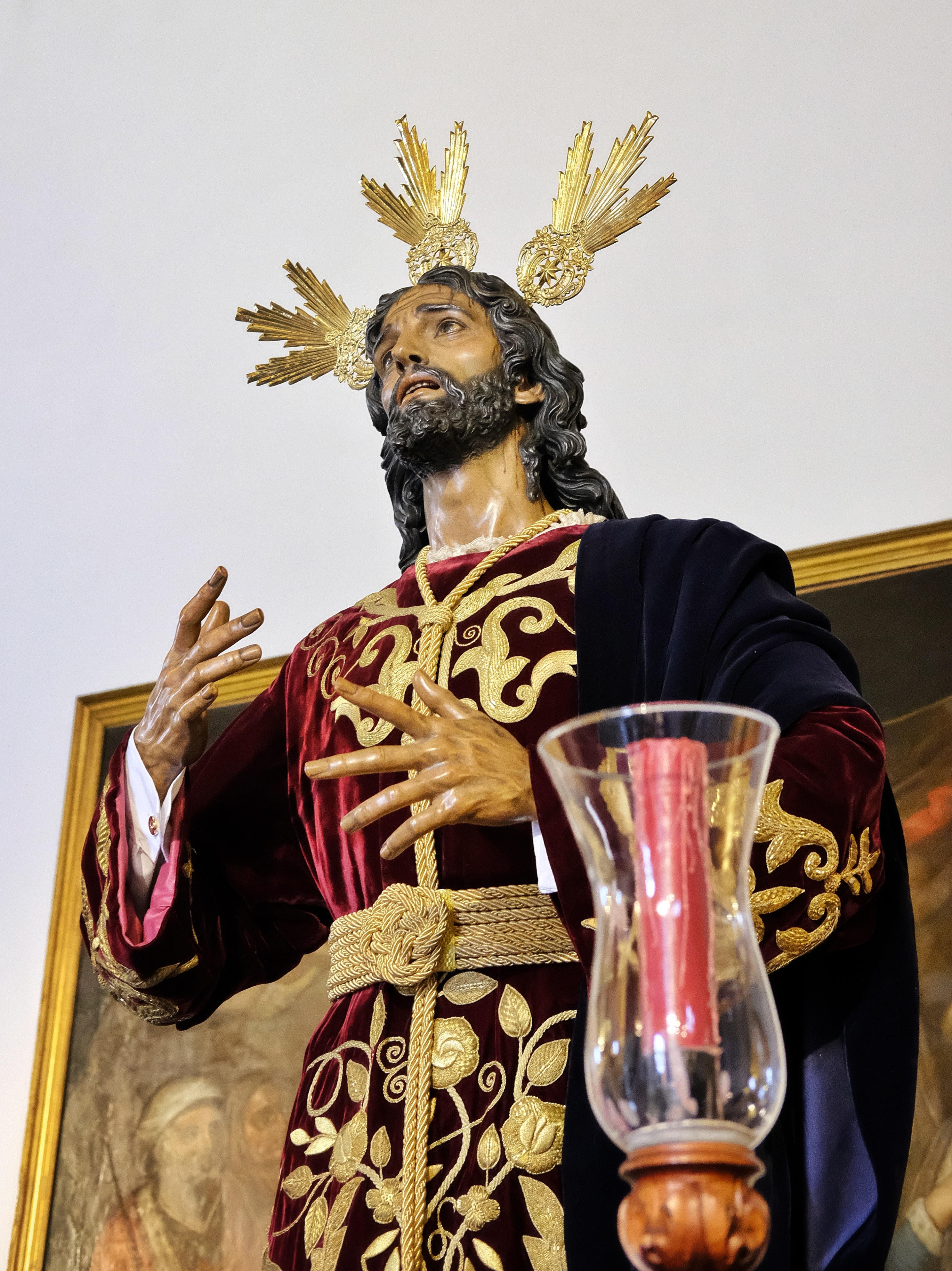
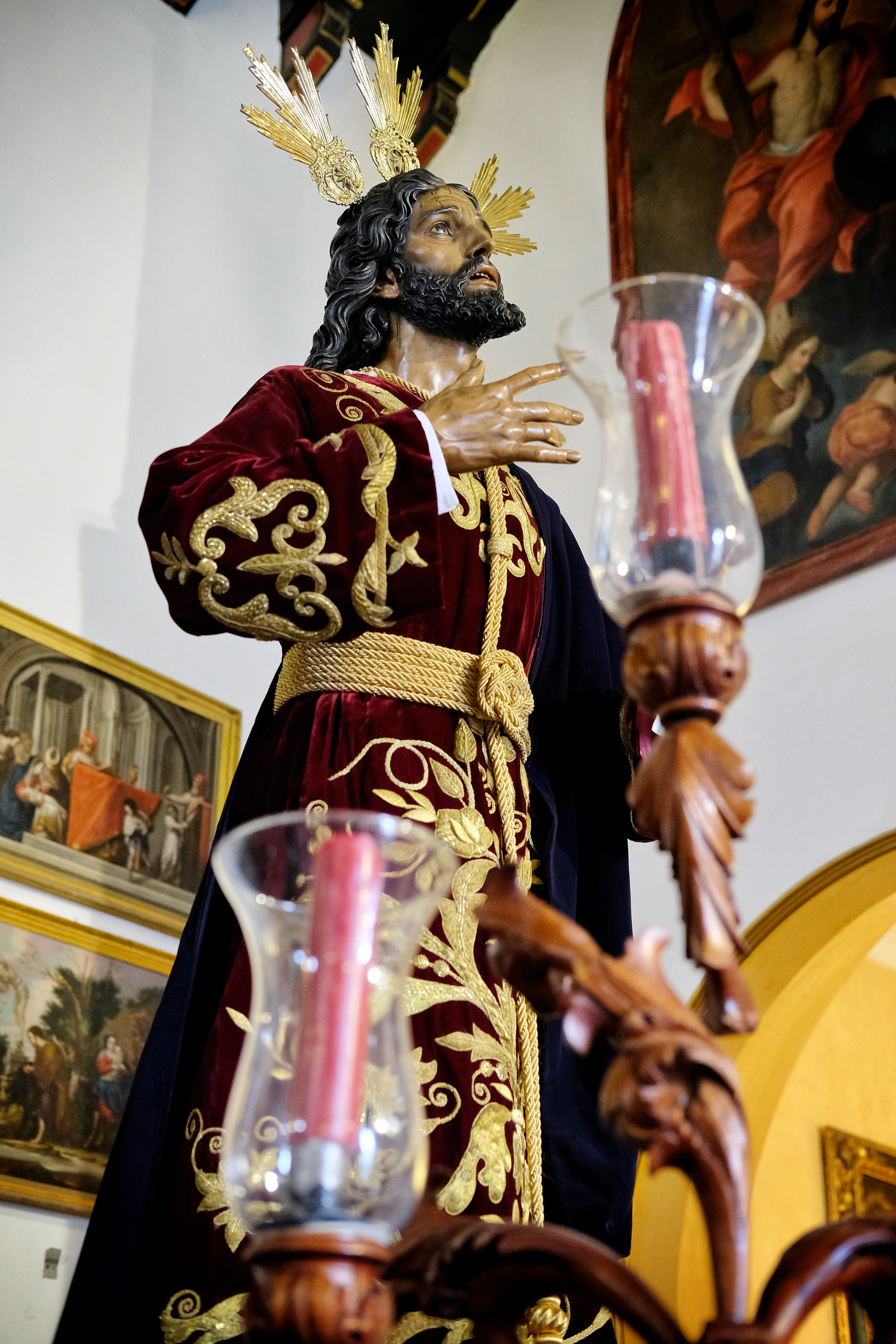
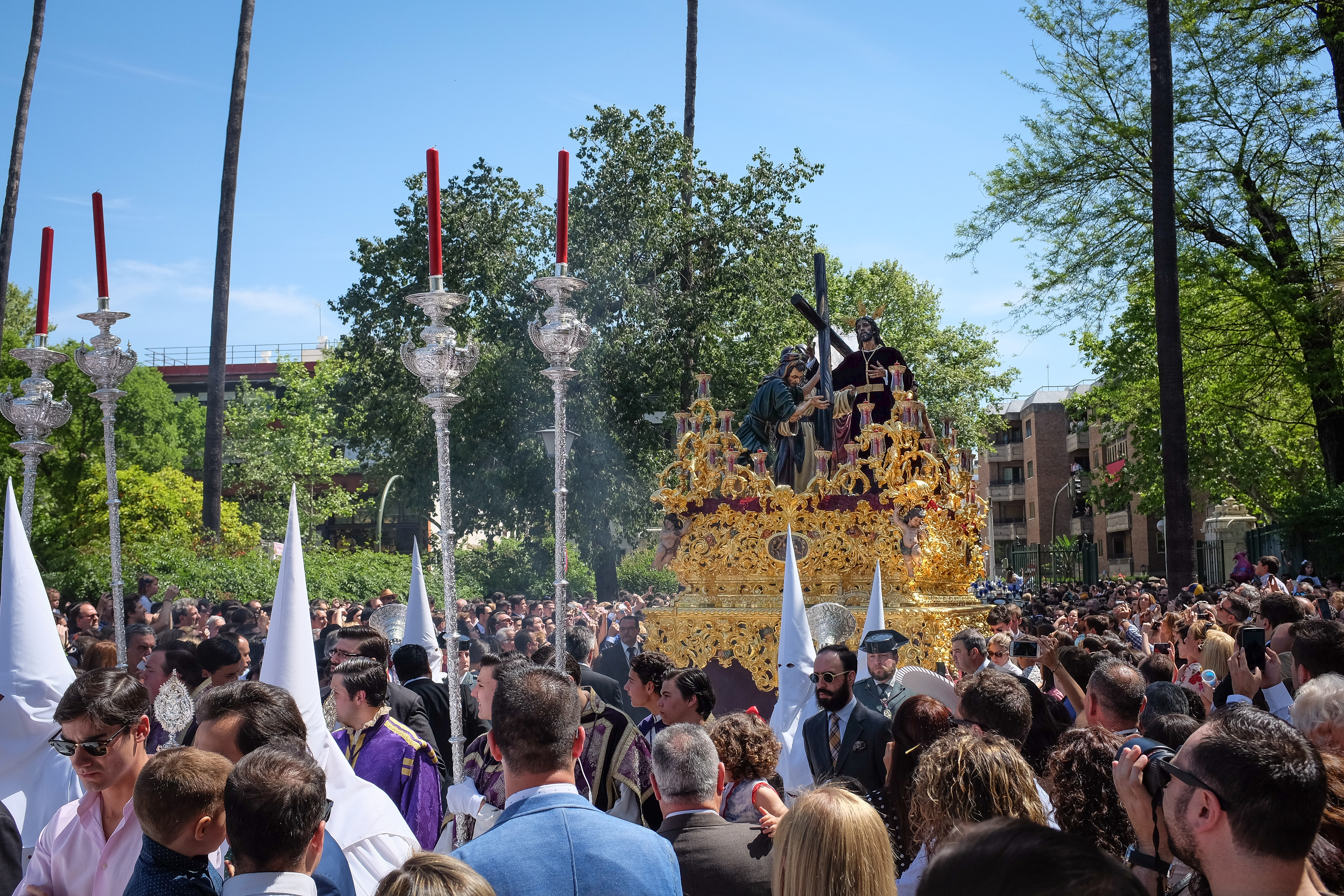
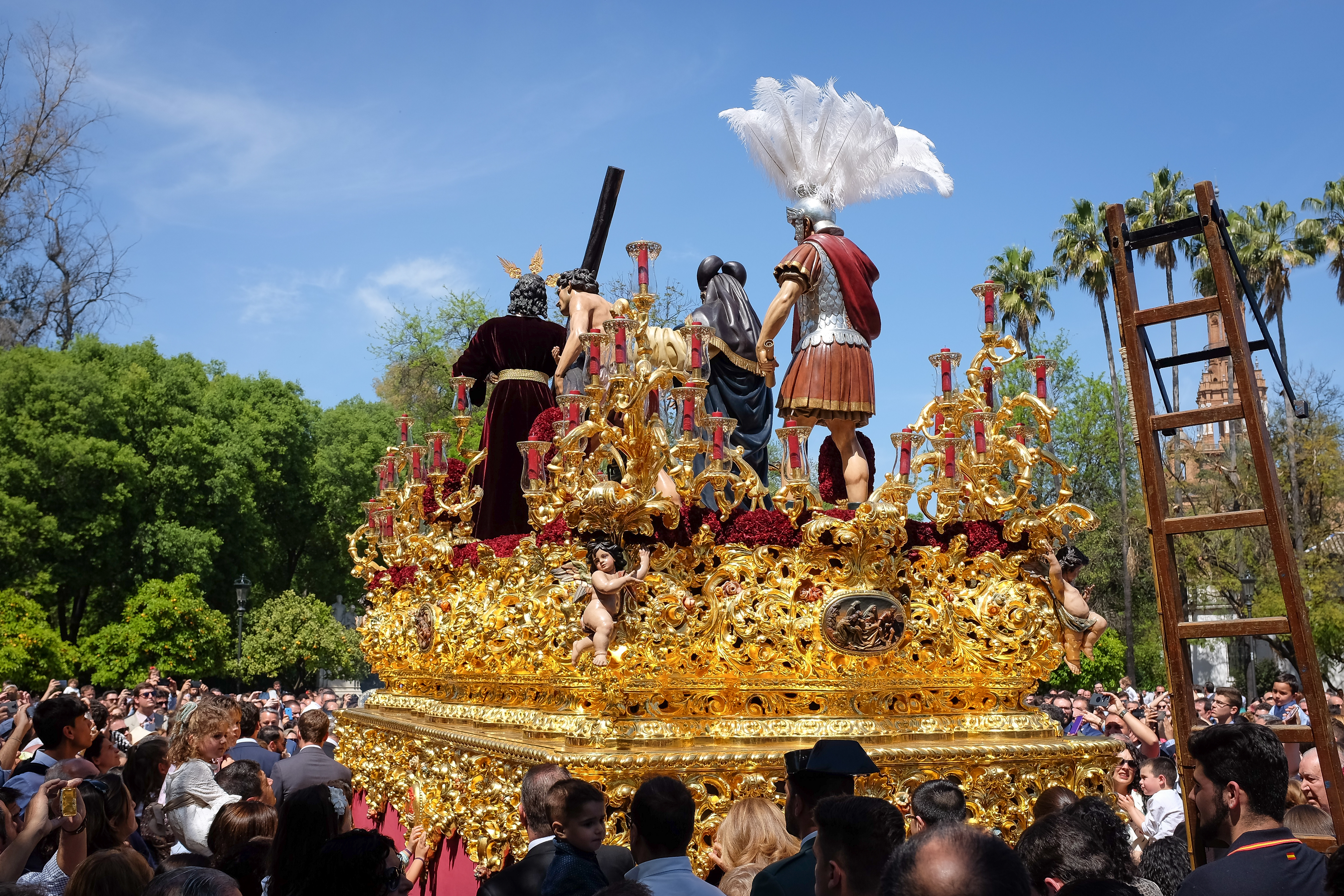
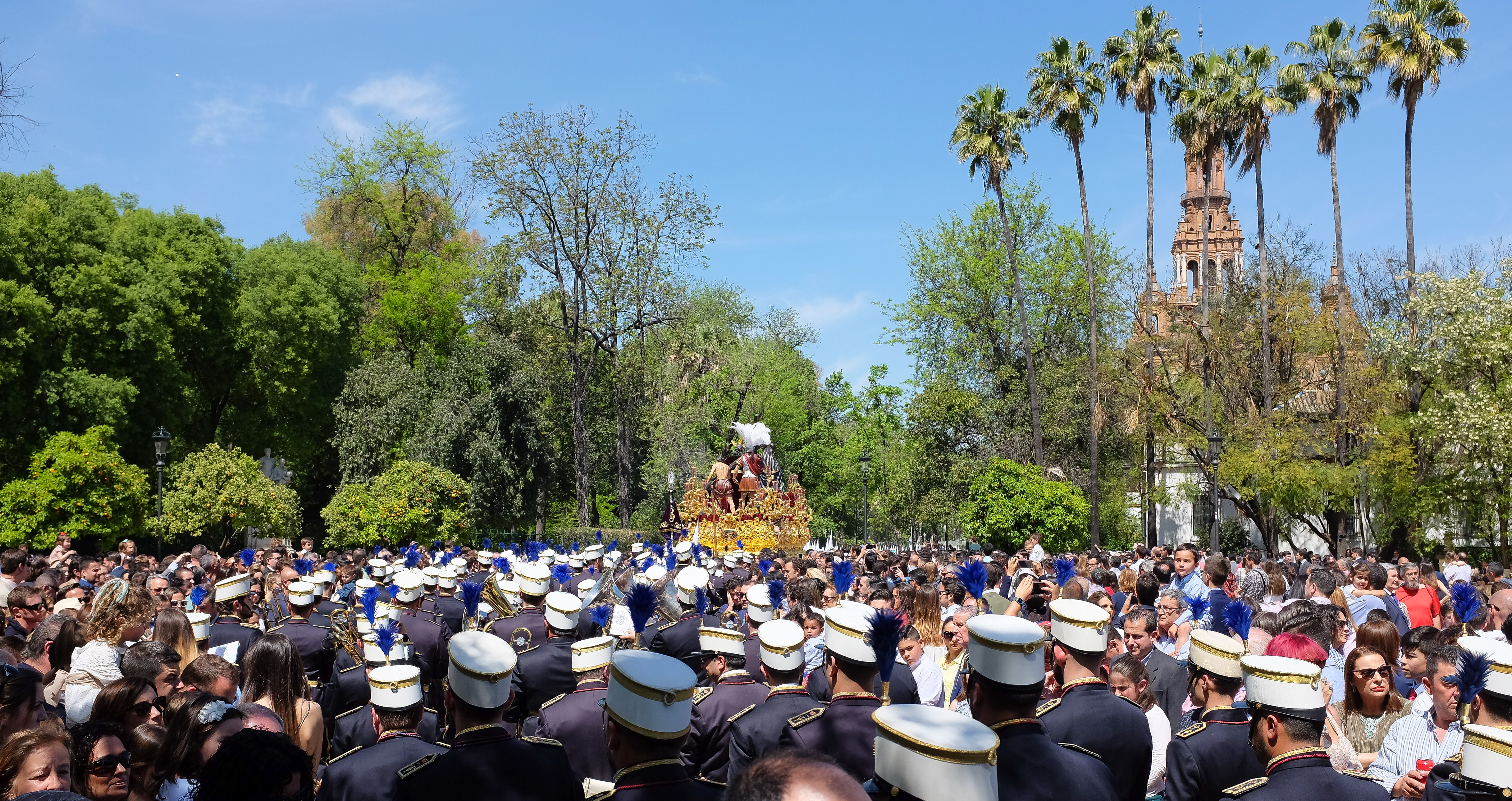
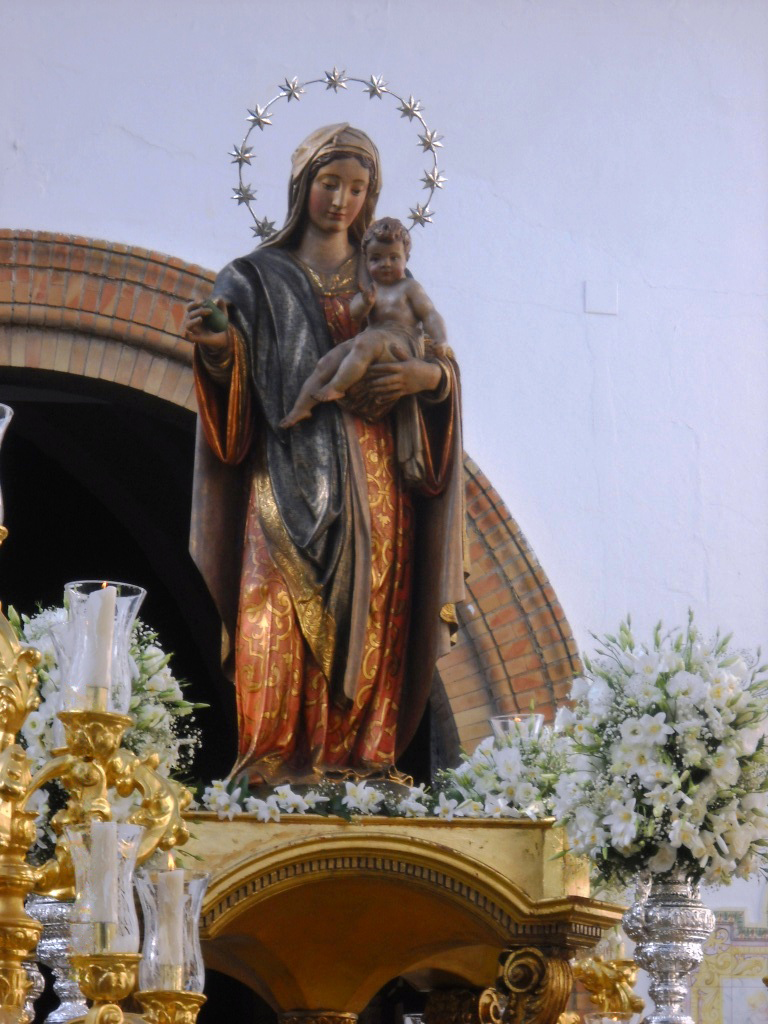
Virgen del Prado, durante una procesión.

## Paso por la carrera oficial
| Predecesor: La Hiniesta | Orden de entrada en la carrera oficial (Domingo de Ramos) 4.º lugar | Sucesor: La Cena |